# Orectolobiformes
Orectolobiformes, red morskih pasa u nadredu Galeomorphi. Žive pretežno na morskim dnima, a zbog svojih šara nazivani su carpet sharks. Najveći predstavnik kitopsina, koja se najviše razlikuje od ostalih vrsta ovog reda.
Pojavlju se još u geografskom razdoblju kasne jure.

## Porodice
- Brachaeluridae Applegate, 1974
- Ginglymostomatidae Gill, 1862
- Hemiscylliidae Gill, 1862
- Orectolobidae Gill, 1896
- Parascylliidae Gill, 1862
- Rhincodontidae Müller & Henle, 1841
- Stegostomatidae Gill, 1862